# Philosophicum Lech
Das Philosophicum Lech ist eine Tagung im Bergort Lech in Vorarlberg. Auf diesem interdisziplinären Symposion wird alljährlich ein aktuelles und im weitesten Sinn philosophisches Thema im Rahmen von Vorträgen und Diskussionen behandelt.

## Organisation
Das Symposium geht auf eine Initiative Michael Köhlmeiers zurück. Das Philosophicum Lech, das 1997 erstmals veranstaltet wurde, sieht sich als ein übernationales Zentrum für philosophische, kultur- und sozialwissenschaftliche Reflexion, Diskussion und Begegnung. Wissenschaftlicher Leiter der  Tagung ist Konrad Paul Liessmann.
Zu den bisherigen Vortragenden zählten u. a. Norbert Bolz, Reinhard Brandt, Rudolf Burger, Norbert Hoerster, Michael Köhlmeier, Robert Menasse, Richard David Precht, Rüdiger Safranski, Franz Schuh, Peter Sloterdijk, Andreas Urs Sommer, Robert Spaemann, Aleksandar Tišma, Ernst Tugendhat und Lambert Wiesing.
Ab 2024 wurde eine Intendanz eingerichtet, mit der Liessmann und Barbara Bleisch betraut wurden. Bleisch war schon zuvor mehrmals als Referentin am Philosophicum Lech aufgetreten.

## Veranstaltungen

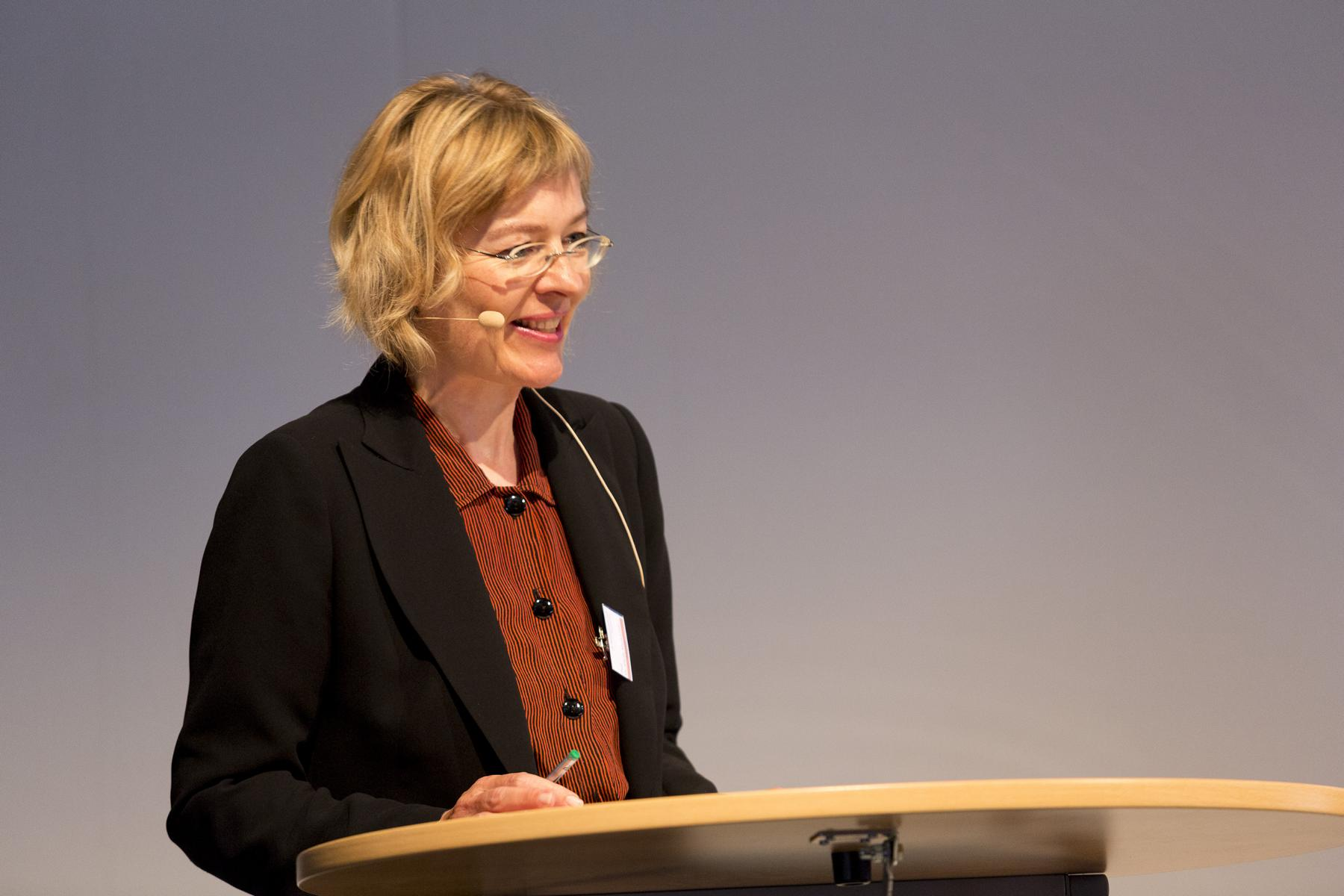
Maria-Sibylla Lotter spricht beim Philosophicum Lech im Jahr 2014

Das 1. Philosophicum Lech trug den Titel Die Blumen des Bösen. Symposion über die Abgründe des Menschichen. Es folgten Im Rausch der Sinne. Kunst zwischen Animation und Askese (1198), Die Furie des Verschwindens. Über das Schicksal des Alten im Zeitalter des Neuen (1999), Der Vater aller Dinge. Nachdenken über den Krieg (2000), Der listige Gott. Über die Zukunft des Eros (2001), Die Kanäle der Macht. Herrschaft und Freiheit im Medienzeitalter (2002), Ruhm, Tod und Unsterblichkeit. Über den Umgang mit der Endlichkeit (2003), Der Wille zum Schein. Über Wahrheit und Lüge (2004), Der Wert des Menschen. An den Grenzen des Humanen (2005), Die Freiheit des Denkens (2006), Die Gretchenfrage. "Nun sag´, wie hast du´s mit der Religion?" (2007), Geld. Was die Welt im Innersten zusammenhält? (2008), Vom Zauber des Schönen. Reiz, Begehren und Zerstörung (2009), Der Staat. Wie viel Herrschaft braucht der Mensch? (2010), Die Jagd nach dem Glück. Perspektiven und Grenzen guten Lebens (2011), Tiere. Der Mensch und seine Natur (2012), Ich. Der Einzelne in seinen Netzen (2013), Schuld und Sühne. Nach dem Ende der Verantwortung (2014), Neue Menschen. Bilden, optimieren, perfektionieren (2015), Über Gott und die Welt. Philosophieren in unruhiger Zeit (2016), Mut zur Faulheit. Die Arbeit und ihr Schicksal (2017), Die Hölle. Kulturen des Unerträglichen (2018) und Die Werte der Wenigen. Eliten und Demokratie (2019). Das für Ende September 2020 geplante 24. Philosophicum Lech zum Thema Als ob! Die Kraft der Fiktion wurde aufgrund der COVID-19-Pandemie auf 2021 verschoben. Der nächste Termin war vom 20. bis 25. September 2022 unter dem Motto Der Hass. Anatomie eines elementaren Gefühls. Das 26. Philosophicum Lech im Jahr 2023 stand unter dem Titel Alles wird gut. Zur Dialektik der Hoffnung und fand vom 19. bis 24. September 2023 statt. Vom 17. bis 22. September 2024 fand das 27. Philosophicum Lech unter dem Titel Sand im Getriebe. Eine Philosophie der Störung statt. Das 28. Philosophicum wird 2025 unter dem Titel Abenteuer. Lob der Unverfügbarkeit abgehalten.

## Tractatus-Preis
Seit 2009 verleiht das Philosophicum jährlich den Tractatus-Preis für philosophische Essayistik. Preisträger waren seitdem Franz Schuh, Kurt Flasch, Norbert Bolz, Herbert Schnädelbach, Kurt Bayertz, Peter Bieri, Ulrich Greiner, Hartmut Rosa, Ralf Konersmann, Thomas Bauer, Lisa Herzog, Roberto Simanowski, Christoph Möllers, Marie Luise Knott, Isolde Charim und Philipp Hübl.

## Publikationen
Die Tagungsbände des Philosophicums Lech werden im Zsolnay Verlag veröffentlicht.
- Faszination des Bösen. Über die Abgründe des Menschlichen. 1997, ISBN 3-552-04892-8.
- Im Rausch der Sinne. Kunst zwischen Animation und Askese. 1998, ISBN 3-552-04918-5.
- Die Furie des Verschwindens. Über das Schicksal des Alten im Zeitalter des Neuen. 1999, ISBN 3-552-04964-9.
- Der Vater aller Dinge. Nachdenken über den Krieg. 2000, ISBN 3-552-05156-2.
- Der listige Gott. Über die Zukunft des Eros. 2001, ISBN 3-552-05189-9.
- Die Kanäle der Macht. Herrschaft und Freiheit im Medienzeitalter. 2002, ISBN 3-552-05224-0.
- Ruhm, Tod und Unsterblichkeit. Über den Umgang mit der Endlichkeit. 2003, ISBN 3-552-05299-2.
- Der Wille zum Schein. Über Wahrheit und Lüge. 2004, ISBN 3-552-05339-5.
- Der Wert des Menschen. An den Grenzen des Humanen. 2005, ISBN 3-552-05374-3.
- Die Freiheit des Denkens. 2006, ISBN 3-552-05402-2.
- Die Gretchenfrage. "Nun sag', wie hast du's mit der Religion?" 2007, ISBN 978-3-552-05431-8.
- Geld. Was die Welt im Innersten zusammenhält? 2008, ISBN 978-3-552-05458-5.
- Vom Zauber des Schönen. Reiz, Begehren und Zerstörung. 2009, ISBN 978-3-552-05495-0.
- Der Staat. Wie viel Herrschaft braucht der Mensch? 2010, ISBN 978-3-552-05530-8.
- Die Jagd nach dem Glück – Perspektiven und Grenzen guten Lebens. 2011, ISBN 978-3-552-05566-7.
- Tiere. Der Mensch und seine Natur. 2012, ISBN 978-3-552-05602-2.
- Ich. Der Einzelne in seinen Netzen. 2013, ISBN 978-3-552-05674-9.
- Als ob! Die Kraft der Fiktion. 2022, ISBN 978-3-552-07232-9.